# Adelheid Franziska của Áo
Adelheid Franziska của Áo (tên đầy đủ: Adelheid Franziska Marie Rainera Elisabeth Clotilde: 3 tháng 6 năm 1822 - 20 tháng 5 năm 1855) là Vương hậu của Sardinia từ năm 1849 cho đến năm 1855, vợ đầu tiên của quốc vương Victor Emmanuel II của Sardinia, vị vua tương lai của Ý. Bà đã sinh hạ 8 người con, trong đó có 2 vị vua tương lai Umberto I của Ý và Amadeo I của Tây Ban Nha. Bà qua đời năm 1855 do biến chứng trong khi sinh nở khi mới 33 tuổi.

## Liên kết
Tư liệu liên quan tới Adelheid Franziska của Áo tại Wikimedia Commons